# Butironitrila
Butironitrila ou cianeto de propila é a nitrila linear saturada com quatro carbonos.
Astrônomos alemães encontraram esta nitrila e metanoato de etila na região Sagitarius B2(N), da Via Láctea.